# Jan Kubíček (ekonom)
Jan Kubíček (* 14. září 1976 Dvůr Králové nad Labem) je český ekonom a vysokoškolský pedagog, od února 2023 člen bankovní rady ČNB.

## Život
Vystudoval Národohospodářskou fakultu Vysoké školy ekonomické v Praze (získal titul Ing.), kde pokračoval na postgraduálním studiu v programu hospodářská politika a správa (získal titul Ph.D.). Od ukončení studií působil také na ekonomických vysokých školách (VŠE v Praze, Newton College, VŠ Škoda Auto), kde vyučoval makroekonomickou analýzu, teorii dlouhodobého růstu, teorii hospodářského cyklu a další.
Pracovní kariéru zahájil jako analytik v akciové společnosti Newton Holding. V letech 2007 až 2013 působil jako poradce viceguvernéra ČNB Vladimíra Tomšíka. Od roku 2018 vedl sekci makroekonomických a fiskálních analýz Úřadu Národní rozpočtové rady, od července 2022 je vedoucím tohoto úřadu.
V prosinci 2022 jej prezident ČR Miloš Zeman jmenoval členem bankovní rady ČNB, a to s účinností od 13. února 2023.
Jan Kubíček mluví anglicky a francouzsky, na základní úrovni také italsky a německy.